# برة بنت عبد العزى
 برة بنت عبد العزى بن عثمان بن عبد الدار بن قصي بن كلاب القرشية هي جدة النبي محمد لأمه آمنة بنت وهب، فهي زوجة وھب بن عبد مناف جد النبي لأمه.
أمها أم حبيب بنت أسد بن عبد العزى بن قصي بن كلاب عمة السيدة خديجة بنت خويلد. أي أن السيدة برة هي بنت عمة السيدة خديجة.